# Masdevallia sanctae-rosae
Masdevallia sanctae-rosae är en orkidéart som beskrevs av Friedrich Fritz Wilhelm Ludwig Kraenzlin. Masdevallia sanctae-rosae ingår i släktet Masdevallia och familjen orkidéer. Inga underarter finns listade i Catalogue of Life.